# الحدود الصحراوية الموريتانية

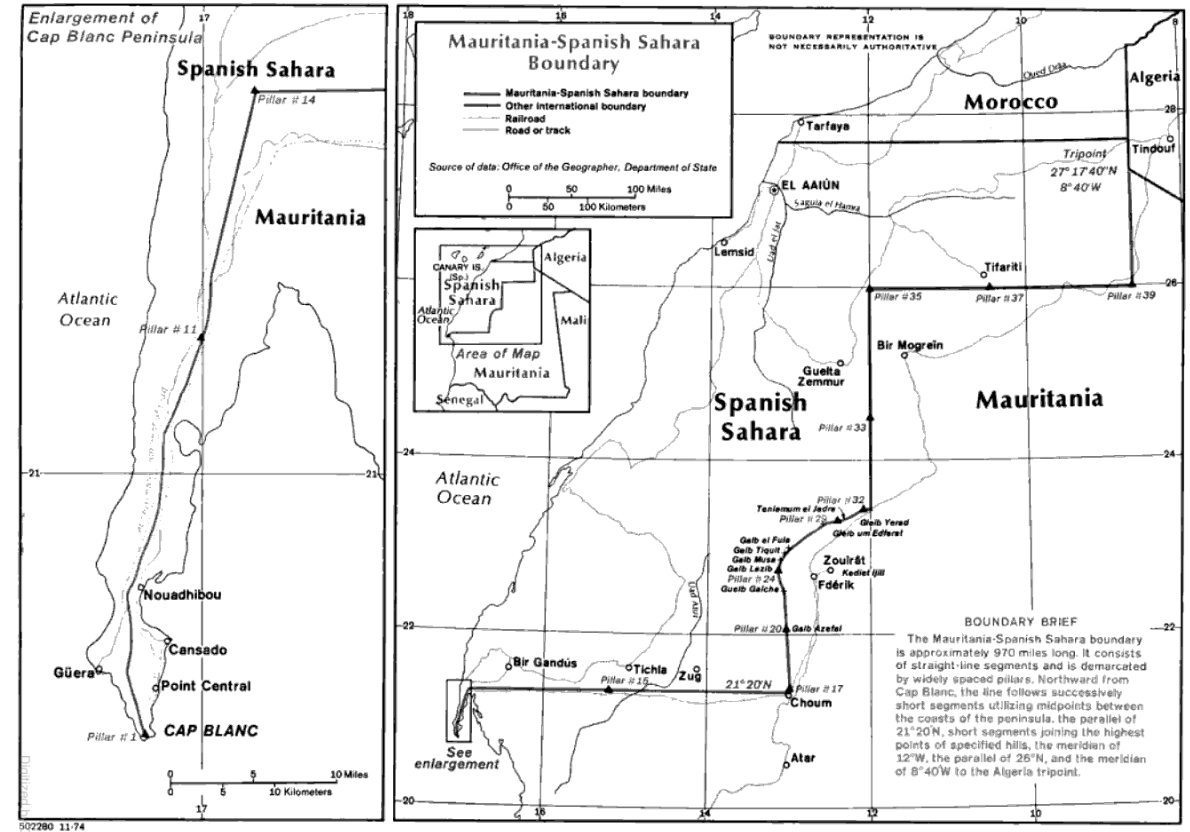
خريطة الحدود بين موريتانيا والصحراء الغربية

يبلغ طول الحدود بين موريتانيا والصحراء الغربية 1,564 كيلومترًا وتمتد من النقطة الحدودية الثلاثية مع الجزائر في الشمال الشرقي إلى المحيط الأطلسي في الجنوب الغربي.

## الوصف
تبدأ الحدود في الشمال عند النقطة الثلاثية مع الجزائر، وتمتد جنوبًا في خط مستقيم يبلغ طوله 146 كيلومترًا، ثم تتجه غربًا باتباع خط العرض 26 شمالًا لمسافة 334 كيلومترًا، ثم يتجه جنوبًا على طول خط الطول 12 غربًا لمسافة 176 كيلومترًا. ثم تتجه الحدود نحو الجنوب الغربي عبر قوس عريض يصل إلى 21°20'N، وتتبع هذا الخط الموازي غربًا لمسافة 408 كيلومترًا. جنوب كركرات مباشرة، تتجه الحدود جنوبًا، وتقسم شبه جزيرة راس نواذيبو وتنتهي عند طرفها على الساحل الأطلسي. 

## التاريخ
تشكلت الحدود الإفريقية خلال فترة تُعرف بـ"التدافع على إفريقيا "، وهي مرحلة شهدت تنافسًا حادًا بين القوى الأوروبية في أواخر القرن التاسع عشر للسيطرة على الأراضي والنفوذ في القارة الإفريقية. بلغ هذا التنافس ذروته خلال مؤتمر برلين عام 1884، حيث اتفقت الدول الأوروبية المشاركة على تقاسم المطالب الإقليمية ووضع قواعد للتعامل المستقبلي في المنطقة. نتيجة لهذا الاتفاق، أعلنت إسبانيا عن نيتها إنشاء محمية على الساحل الشمالي الغربي لإفريقيا، تمتد من رأس بوجادور ورأس نواذيبو (الرأس الأبيض)، والتي أُنشأت مستعمرة ريو دي أورو رسميًا في العام التالي. في المقابل، حصلت فرنسا على السيطرة على مساحات شاسعة من غرب إفريقيا، بما في ذلك المنطقة المعروفة حاليًا بموريتانيا. تم لاحقًا تنظيم هذه الأراضي ضمن اتحاد فيدرالي عُرف باسم غرب إفريقيا الفرنسية.

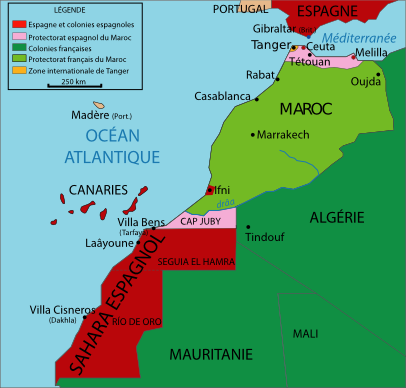
الأراضي الإسبانية السابقة في شمال غرب إفريقيا.

في 27 يونيو 1900، وقعت فرنسا وإسبانيا معاهدة لترسيم الحدود بين مستعمرة ريو دي أورو التابعة لإسبانيا وغرب إفريقيا الفرنسي التابع لفرنسا. امتدت هذه الحدود من رأس نواذيبو حتى نقطة تقاطع خط طول12 غربًا وخط عرض 26 شمالًا (أي الجزء الأكبر من حدود موريتانيا والصحراء الغربية الحديثة). ثم وُسعت هذه الحدود شمالًا بموجب معاهدة 3 أكتوبر 1904، حيث امتدت حتى النقطة الثلاثية مع الجزائر، ثم اتجهت غربًا على طول خط العرض 27°40′ شمالًا، والذي أصبح لاحقًا الحدود الفاصلة بين المغرب والصحراء الغربية ؛ وأطلق على الأراضي الإسبانية الجديدة التي تشكلت على هذا النحو اسم الساقية الحمراء. في 27 نوفمبر 1912، وُقعت معاهدة أخرى بين فرنسا وإسبانيا أنشأت بموجبها محمية فرنسية على معظم أراضي المغرب، مع منح إسبانيا مناطق محددة، وهي: ساحل البحر الأبيض المتوسط (المعروف بـ"المنطقة الشمالية" أو المغرب الإسباني)، وجيب إفني، وقطاع رأس جوبي/طرفاية (المعروف بـ"المنطقة الجنوبية"). شكّل هذا القطاع الجنوبي ما يُعرف اليوم بأقصى جنوب المغرب، حيث امتد من نهر درعة حتى حدود الساقية الحمراء عند خط العرض 27°40′ شمالًا، كما اتفق عليه عام 1904. تم تأكيد حدود غرب إفريقيا الفرنسية بالكامل - الساقية الحمراء/ريو دي أورو بموجب معاهدة في 19 ديسمبر 1956، ثم رسمتها فرنسا وإسبانيا على الأرض في عام 1957 باستخدام عدة أعمدة حدودية.
من عام 1946 إلى عام 1958 وُحد المغرب الإسباني وقطاع طرفاية وإفني ووادي الذهب والساقية الحمراء تحت اسم غرب إفريقيا الإسبانية. نالت المغرب استقلالها عن فرنسا عام 1956، بما في ذلك المغرب الإسباني (باستثناء بلاثاس دي سوبيرانيا التي لا تزال جزءًا من إسبانيا اليوم). ادعت الدولة المستقلة حديثًا، المستوحاة من فكرة إنشاء "المغرب الكبير"، أن غرب إفريقيا الإسباني بأكمله أرض مغربية.
في عام 1958، دمجت إسبانيا ريو دي أورو والساقية الحمراء في عام 1958 تحت مسمى الصحراء الإسبانية؛ وفي نفس العام، تنازلت إسبانيا عن قطاع طرفاية للمغرب (عبر معاهدة أنغرا دي سينترا ). كما تنازلت عن إفني في عام 1969 (بعد محاولة مغربية فاشلة للاستيلاء على المنطقة بالقوة في عام 1957).

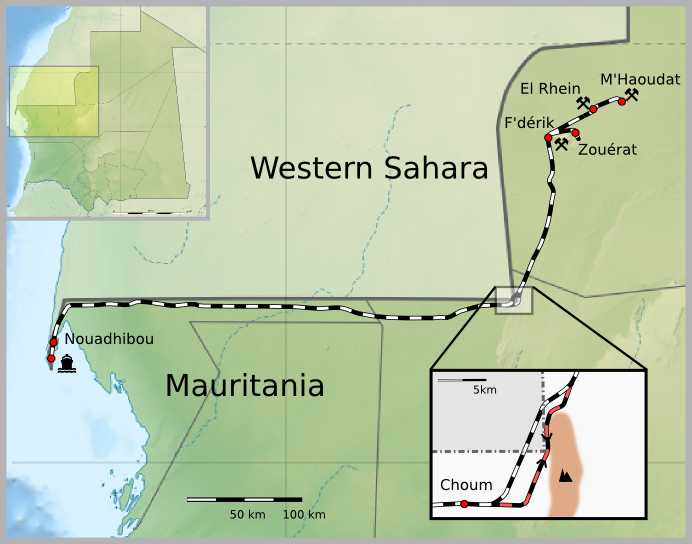
خريطة خط السكة الحديدية الموريتانية ونفق الشوم

بعد ذلك، ركز المغرب اهتمامه على الصحراء الإسبانية، لكن موريتانيا، التي حصلت على استقلالها عام 1960، طالبت أيضًا بجزء من المنطقة، مدعية أن مستعمرة ريو دي أورو السابقة هي جزء من "موريتانيا الكبرى". وفي الفترة ما بين 1960 و1963، بُني خط سكة حديد موازٍ للنصف الجنوبي من الحدود، بما في ذلك نفق باهظ الثمن عبر ممر إلى الشمال الغربي من شوم تم بناؤه لتجنب الزاوية اليمنى للصحراء الإسبانية الجنوبية الشرقية.
وفي الوقت نفسه، شكل القوميون الصحراويون جبهة البوليساريو، التي تسعى إلى استقلال كامل الصحراء الإسبانية باعتبارها الصحراء الغربية، وبدأت حملة حرب عصابات منخفضة المستوى. وفي أكتوبر/تشرين الأول 1975، أصدرت محكمة العدل الدولية حكماً في هذا الشأن جاء فيه أن المطالبات المغربية والموريتانية بالصحراء الغربية ليست قوية بما يكفي لتبرير الضم، وأنه ينبغي السماح للشعب الصحراوي بتقرير مستقبله. وسعى المغرب بعد ذلك إلى تسوية المسألة عسكريا، فقام في نوفمبر/تشرين الثاني 1975 بتنظيم "المسيرة الخضراء"، التي عبر فيها آلاف الجنود والقوميين المغاربة بالقوة الحدود المغربية الإسبانية في الصحراء الغربية. كان الديكتاتور الإسباني فرانسيسكو فرانكو في ذلك الوقت على وشك الموت، وكانت البلاد غير راغبة في الرد عسكريًا في مثل هذا الوقت الحساس، حريصة على تجنب نوع الحرب الاستعمارية المطولة المشابهة حروب البرتغال الاستعمارية. ولذلك وقعت إسبانيا معاهدة مع المغرب وموريتانيا، قسمت بموجبها الصحراء الإسبانية إلى قسمين تقريبًا، ثلثاها لصالح المغرب. بموجب هذه المعاهدة، لم يتبق سوى الثلث الشمالي من الحدود التقليدية بين موريتانيا والصحراء الغربية. أعلنت قوات البوليساريو قيام الجمهورية العربية الصحراوية الديمقراطية على حدود الصحراء الإسبانية، مما أدى إلى بدء حرب طويلة ضد المغرب وموريتانيا.
وفي عام 1979، انسحبت موريتانيا من الجزء الخاص بها من الصحراء الغربية، والتي ضمها المغرب بعد ذلك، مما أعاد الحدود السابقة بين موريتانيا والصحراء الغربية.

الجدار الرملي المغربي في الصحراء الغربية والذي تم إنشائه في 1980

في ثمانينيات القرن العشرين، وفي محاولة للسيطرة على المنطقة وإحباط جبهة البوليساريو، بدأت المغرب في بناء عدد من الجدران المعقدة (أو "السواتر")، وفي النهاية استكملت بناء الجدار الرملي المغربي في الصحراء الغربية في عام 1987.
في الجزء الجنوبي، يمتد الجدار بشكل موازٍ للحدود الجنوبية المستقيمة حتى يصل إلى ساحل المحيط الأطلسي، مما أدى عمليًا إلى تخلي المغرب عن النصف الغربي من شبه جزيرة رأس نواذيبو. وتقوم موريتانيا حاليًا بتركيز وجودها العسكري في هذه المنطقة.
في عام 1991، وقعت المغرب وجبهة البوليساريو اتفاق وقف إطلاق النار 1991، مما أدى إلى إنهاء الصراع المسلح المباشر. احتفظت المغرب بالسيطرة على المناطق الواقعة غرب الجدار(حوالي 80٪ من الصحراء الغربية)، بينما سيطرت جبهة البوليساريو على المناطق الواقعة شرق الجدار، بما في ذلك كامل الحدود المشتركة بين موريتانيا والصحراء الغربية.
حتى اليوم، لا يزال النزاع حول الصحراء الغربية دون حل، ويظل الوضع السياسي والقانوني للمنطقة محل خلاف دولي.

## المستوطنات القريبة من الحدود

### موريتانيا
- افديرك
- شوم
- نواذيبو

### الصحراء الغربية
- تفاريتي
- الكركرات
- الكويرة